# Aboubacar Ibrahim Abani
Aboubacar Ibrahim Abani (* 16. März 1962 in Zinder) ist ein nigrischer Diplomat.

## Leben
Aboubacar Ibrahim Abani machte eine Maîtrise in Öffentlichem Recht an der University Niamey. Er trat 1988 in den Dienst des nigrischen Außenministeriums, wo er verschiedene Funktionen wahrnahm. Von 1992 bis 1997 war er Erster Sekretär an der Botschaft Nigers in Äthiopien und an der Vertretung seines Landes bei der Organisation für Afrikanische Einheit in Addis Abeba. Anschließend arbeitete Abani als Leiter der konsularischen Abteilung der für Auslandnigrer zuständigen Direktion im Außenministerium. Mit einem Stipendium besuchte er von 1998 bis 1999 die American University in Washington, D.C., wo er einen Abschluss in internationalen Beziehungen machte. Danach war er als Büroleiter für multilaterale rechtliche Angelegenheiten und als technischer Berater im Außenministerium tätig und wechselte schließlich als diplomatischer Berater in die Präsidentschaftskanzlei von Staatspräsident Mamadou Tandja. Am 8. September 2005 wurde Abani als Ständiger Vertreter Nigers bei den Vereinten Nationen in New York akkreditiert. Als sein Nachfolger in diesem Amt wurde am 10. Jänner 2012 Boubacar Boureima akkreditiert.
Abani ist verheiratet und Vater zweier Kinder.

## Ehrungen
- Ehrenbürger und Goodwill Ambassador von Arkansas[1]